# João Henrique dos Santos de Souza
João Henrique dos Santos de Souza, mais conhecido como João Henrique (Curitiba, 3 de março de 1983), é um ex-futebolista brasileiro que atuava como meia-atacante.

## Títulos
Joinville
- Campeonato Brasileiro - Série C: 2011